# 알타이아

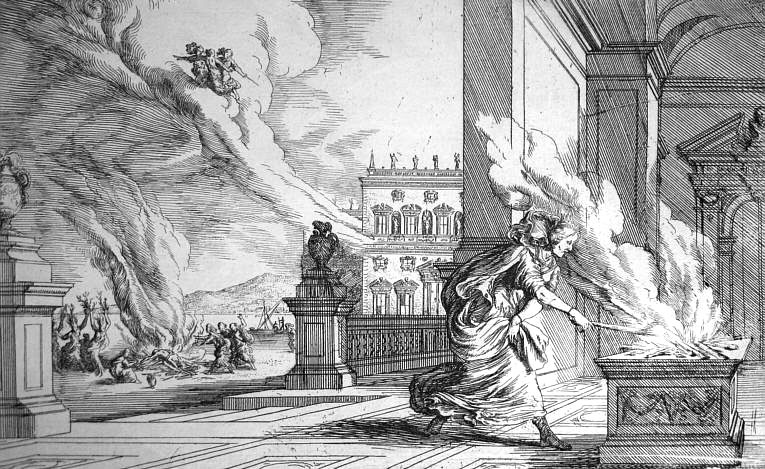

알타이아(Althaea)는 그리스 신화에 나오는 멜레아그로스의 어머니이다. 아이톨리아 지방의 플레우론 왕 테스티오스의 딸이다. 톡세우스와 플렉시포스의 누이동생이며 히페름네스트라, 레다와는 자매 사이이다. 칼리돈 왕 오이네우스와 결혼하여 아들 멜레아그로스를 비롯하여 딸 고르게와 데이아네이라 등을 낳았다. 데이아네이라는 술의 신 디오니소스가 칼리돈을 방문하였을 때, 오이네우스의 허락 아래 동침하여 낳은 딸이라고도 한다. 장성한 멜레아그로스는 칼리돈을 어지럽히던 멧돼지를 잡아 죽이고는 처녀 사냥꾼 아탈란테에게 멧돼지 가죽을 주려고 하였다. 이를 외삼촌 톡세우스와 플렉시포스가 시기하여 반발하자 그들을 죽였다.